# Éric Halphen
Éric Halphen (ur. 5 października 1959 w Clichy) – francuski prawnik i pisarz, sędzia śledczy. Zyskał rozpoznawalność, prowadząc w latach 90. postępowania w sprawach skandali polityczno-finansowych.

## Życiorys
Z wykształcenia prawnik, studiował na Université Paris-Sud i na Université Panthéon-Assas. W 1982 został absolwentem École nationale de la magistrature, krajowej szkoły sądownictwa. Pracował w Douai i Chartres, w 1989 objął stanowisko sędziego śledczego (juge d'instruction) w Créteil.
Od 1994 prowadził śledztwo w sprawie nazwanej affaire des HLM de Paris, dotyczącej nadużyć w gospodarce mieszkaniowej w Paryżu i nielegalnego finansowania Zgromadzenia na rzecz Republiki, którego liderem był Jacques Chirac. Postępowanie to przyniosło mu rozpoznawalność m.in. za sprawą wezwania ówczesnego prezydenta na świadka (uchylonego następnie na drodze sądowej). Ostatecznie Éric Halphen został odsunięty od prowadzenia tej sprawy, a w 2002 postanowił odejść z zawodu.
Współtworzył stowarzyszenie Anticor. Przez kilka lat zajmował się pisarstwem. Wydał swoje wspomnienia zatytułowane Sept ans de solitude (2002), następnie zaczął pisać m.in. powieści detektywistyczne takie jak Maquillages (2007) i La Piste du temps (2010). W międzyczasie w 2006 powrócił do zawodu sędziego śledczego.
W 2017 zaangażował się w działalność ruchu En Marche! i kampanię prezydencką Emmanuela Macrona, był kandydatem tego środowiska politycznego w wyborach parlamentarnych (nie uzyskał mandatu).